# Adolfs Lide
Adolfs Lide (ros. Адольф Михайлович Лиде, ur. 6 lipca 1896, zm. 1941 w Kradnowodsku (obecnie Turkmenbaszy) – radziecki polityk i wojskowy.

## Życiorys
W 1913 wstąpił do SDPRR(b). Od 1917 był funkcjonariuszem partyjnym w Piotrogrodzie, później działał w Socjaldemokracji Łotwy i był członkiem jednej z rady na Łotwie, w październiku 1918 został komisarzem 6 pułku Czeki. Od marca 1919 do kwietnia 1920 był komisarzem 5 Uralskiej Dywizji Piechoty/21 Dywizji Piechoty, od 10 marca do 8 lipca 1920 członkiem Rady Wojskowo-Rewolucyjnej 9 Armii, a od 22 października do 12 listopada 1920 członkiem Rady Wojskowo-Rewolucyjnej 13 Armii. Od października 1920 do listopada 1921 był zastępcą przewodniczącego Krymskiego Komitetu Rewolucyjnego, od 11 grudnia 1920 do 13 stycznia 1921 członkiem Rady Wojskowo-Rewolucyjnej 4 Armii Sił Zbrojnych Ukrainy i Krymu, od 6 stycznia do 13 marca 1921 sekretarzem odpowiedzialnym Krymskiego Komitetu Obwodowego RKP(b), a od 23 grudnia 1921 członkiem Rady Wojskowo-Rewolucyjnej Piotrogrodzkiego Okręgu Wojskowego, w 1927 przeszedł na wcześniejszą emeryturę. W 1920 został odznaczony Orderem Czerwonego Sztandaru.